# Haida Gwaii
Haida Gwaii, do 2010. Otočje kraljice Charlotte (haida. Haida Gwaii, ranije eng. Queen Charlotte Islands) je skupina otoka na sjeverozapadu Sjeverne Amerike. Otočje ima samo nekoliko tisuća stanovnika. Glavni je grad Queen Charlotte City.
Prastanovnici otoka su Haida Indijanci, pleme poznato po gradnji velikih drvenih kuća i totemskih stupova

## Haidska sela
- Kiusta
- Kung
- Yan
- Kayung
- Masset
- Hiellan
- Skidegate
- Cha'atl
- Haina
- Kaisun
- Cumshewa
- Skedans
- Tanu
- Skungwai (Ninstints)